# Schoenoplectiella komarovii
Schoenoplectiella komarovii är en halvgräsart som först beskrevs av Roman Julievich Roshevitz, och fick sitt nu gällande namn av J.Jung och H.K.Choi. Schoenoplectiella komarovii ingår i släktet Schoenoplectiella och familjen halvgräs. Inga underarter finns listade i Catalogue of Life.